# Río Leira
El río Leira o río de Leira es un río de la provincia de Orense, Galicia, España, un afluente de la margen derecha del río Sil.

## Recorrido
El río de Leira nace al pie del pico Montouto, a unos 1260 m de altitud. Tiene una longitud total de 12 km, al cabo de los que desemboca en el río Sil a la altura de Vilamartín de Valdeorras, dentro de cuyo municipio transcurre todo su recorrido. El conjunto de su cuenca abarca unos 45 km².

## Explotación
Un tradicional aprovechamiento del río fue para una herrería o mazo, que se remonta al siglo XVI, y que era propiedad del Monasterio de Samos. Desamortizada en el siglo XIX, continuó en funcionamiento en manos privadas hasta bien entrado el siglo XX. 
Fue de los primeros cauces de la comarca de Valdeorras, que se utilizaron para la producción de energía eléctrica.